# Haliplus kulleri
Haliplus kulleri is een keversoort uit de familie watertreders (Haliplidae). De wetenschappelijke naam van de soort is voor het eerst geldig gepubliceerd in 1988 door Vondel.